# Глушенки (Нижньогородська область)
Глушенки (рос. Глушенки) — село в Гагинському районі Нижньогородської області Російської Федерації.
Населення становить 31 особу. Входить до складу муніципального утворення Ушаковська сільрада.

## Історія
Від 2009 року входить до складу муніципального утворення Ушаковська сільрада.

## Населення
| 2002 | 2010 |
| ---- | ---- |
| 55   | ↘31  |